# Pleolophus hetaohei
Pleolophus hetaohei är en stekelart som beskrevs av Guang Yu Luo och Qin 1995. Pleolophus hetaohei ingår i släktet Pleolophus och familjen brokparasitsteklar. Inga underarter finns listade i Catalogue of Life.